# Ministerstvo průmyslu a informatizace Čínské lidové republiky
Ministerstvo průmyslu a informatizace Čínské lidové republiky (čínsky v českém přepisu čung-chua žen-min kung-che-kuo che sin-si-chua pu, pchin-jinem Zhōnghuá rénmín gònghéguó gōngyè hé xìnxīhuà bù, znaky zjednodušené 中华人民共和国工业和信息化部) je ústřední výkonný orgán Státní rady Čínské lidové republiky, čínské vlády, který dohlíží na průmyslové podniky a jejich provoz prostřednictvím formulace a implementace plánů, politik a standardů týkajících se rozvoje průmyslu. Ministerstvo bylo zřízeno bylo v roce 2008.
Ministerstvo také podporuje vývoj a výzkum klíčových technologických zařízení a technologickou modernizaci, reguluje telekomunikační průmysl, vydává směrnice k pronikání informačních technologií, koordinuje zajištění informační bezpečnosti týkající se národních zájmů. Mezi klíčovou práci ministerstva také patří úspora energie v průmyslu a snižování emisí, uzavírání průmyslových závodů, jejichž výrobní kapacity výrazně zaostávají za standardy, modernizace a transformace průmyslových odvětví.
V čele ministerstva stojí ministr průmyslu a informatizace. Post od září 2022 zastává Ťin Čuang-lung.

## Podřízené organizace
- Čínská národní vesmírná agentura
- Národní agentura pro atomovou energii
- Státní správa pro vědu, techniku a průmysl pro národní obranu
- Státní tabáková monopolní správa